# آقای بروکس
آقای بروکس فیلمی ست به کارگردانی بروس اوانس و با بازی کوین کاستنر، دمی مور، دین کوک و ویلیام هرت. این فیلم در تاریخ ۱ ژوئن ۲۰۰۷ روی پرده سینماها رفت.

## داستان فیلم
آقای بروکس مردی ست که در ۲۰ سال گذشته ثروتمند شده‌ است. او همسری خوب و پدری مهربان است. اما در عین حال رازی هم دارد. عادت به قتل مردم .آنقدر هم در کارش حرفه‌ای ست که هیچ اثری از خودش به جا نمی‌گذارد. اما در آخرین قتل خود مرتکب اشتباه می شود.زمانی که سراغ زوج جوانی می‌رود که آنقدر سرگرم هم هستند که حتا متوجه حضور او که با اسلحه بالای سرشان ایستاده نمی‌شوند و آنها را به قتل می رساند ، متوجه می‌شود که پرده‌های اتاق را نبسته‌ ، و این آغازی است برای نخستین سرنخ کاراگاه تریس آت وود با بازی دمی مور.

## بازیگران
| بازیگر              | نقش                    |
| ------------------- | ---------------------- |
| کوین کاستنر         | ارل بروکس              |
| دمی مور             | کاراگاه تریسی آت وود   |
| دن کوک              | آقای اسمیت/آقای بافورت |
| ویلیام هارت         | مارشال                 |
| مارج هلگنبرگر       | اما بروکس              |
| روبن سنتیاگو هادسون | هاکینز                 |
| دنیلا پانابیکر      | جین بروکس              |
| آیشا هایندز         | ننسی هارت              |
| لیندزی کروز         | کاپتان لیستر           |
| جیسون لوئیس         | جسی ویالو              |
| ریکو آیلسورس        | شیلا                   |
| مت اسکولز           | ترونتون میکس           |
| یاسمین دلاوری       | ساندی                  |
| تریسی دین واید      | سارا لوز               |

## پخش دی وی دی
در تاریخ ۲۳ اکتبر ۲۰۰۷ دی وی دی این فیلم وارد بازار شد.

## موسیقی متن
موسیقی متن این فیلم توسط رامین جوادی ساخته شده‌است.